# Bratnice
Bratnice so naselje v Občini Ivančna Gorica.